# Palotay Gertrúd
Palotay Gertrúd (Budapest, 1901. november 1. – Budapest, 1951. március 11.) néprajzkutató.

## Munkássága
Budapesten született várpalotai Palotay (Hirschler) Ödön és Hirsch Irén gyermekeként. Édesapja családjának tulajdonában volt a Lukács Fürdő, melynek igazgatói tisztségét az apja is betöltötte. Apai nagyszülei Palotai (Hirschler) Fülöp és Treuer Hermina, anyai nagyszülei Hirsch Bernát és Weiländer Emma voltak. A Magyar Nemzeti Múzeum és az Országos Iparművészeti Múzeum tudományos munkatársa, 1948-tól a Néprajzi Múzeum osztályvezetője Budapesten. Viski Károly tanítványaként fejlesztette tovább a magyar viselet és hímzés kialakulásának szakszerű feldolgozását, egyaránt tekintetbe véve mind a „népi”, mind az „úri” textíliákat. Nevét nemzetközileg is ismertté tette modern szemlélete, mellyel egyes tárgyak elemzésében az egész etnikai jelenségcsoport összefüggéseinek felderítését elvégezte.
Érdeklődéssel kísérte nemcsak Magyarország, hanem a szomszéd államok textilművészetét is, s így a felvidéki, kárpátaljai, délvidéki mellett főleg az erdélyi hímzések és öltésformák kapcsolatait rendszerezte összehasonlítások segítségével. 1937-47 között az Ethnographiában foglalkozott a székely harisnya Csíkban alkalmazott szabásmintáival, a megkülönböztető öltözet- és viseletjegyekkel Kalotaszegen, a kalotaszegi kézimunka-műszókinccsel s a vidék román viseletében kimutatható magyar hatásokkal. A Pásztortűzben az erdélyi úri hímzésről (1941/2, 7) írt, az Erdélyi Múzeumban régi erdélyi hímzésmintarajzokat ismertetett (1941. 243-258). Tanulmányaiban azt is vizsgálta, milyen hatások érték kelet felől a „népi”, nyugatról az „úri” viseletet, megőrizve a hagyományos szabásformákat mind a mai napig.
Kutatásának eredményeit nemcsak a magyarországi folyóiratokban (Ethnographia, Tündérujjak, Muskátli) közölte, hanem az Erdélyi Múzeumban, a Pásztortűzben és erdélyi gyűjteményekben, sőt német, angol, francia nyelven is, beemelve az erdélyi magyar viselet- és textilfolklórt az európai köztudatba. Erdélyhez kötődéséhez nagymértékben hozzájárult Kelemen Lajoshoz és Szabó T. Attilához fűződő barátsága.

## Művei
Önálló vagy társszerzésben írt főbb munkái: 
- Hímzőmesterség (Ferencz Kornéliával, Budapest 1934)
- Árva Bethlen Kata fonalas munkái (Kolozsvár 1940. ETF 117)
- Erdély magyar népművészete (Budapest 1940)
- A keresztöltéses székely hímzések (Dajaszászynéval, Kolozsvár 1943)
- Kalotaszegi keresztöltéses gallér- és kézelőminták (Dajaszászynéval, Kolozsvár 1944)
- Adatok a mezőségi magyar hímzés ismeretéhez (Szabó T. Attilával, Kolozsvár 1944. ETF 159)
- A szolnokdobokai Szék magyar hímzései (68 képpel. Kolozsvár 1944. ETF 179)
- Tót csipke, tót hímes a XVIII. századi Erdélyben (Kolozsvár 1947)
- A magyar népviselet kutatása (Budapest  1948)